# PERCIST标准
PERCIST标准（PET response criteria in solid tumors）是基于正电子发射断层扫描（PET）的实体肿瘤治疗响应评价标准。这一标准将肿瘤治疗的效果评价为改善（“缓解”，respond）、保持不变（“稳定”，stablize）或恶化（“进展”，progress）三个类别。该标准于 2009 年 5 月发表在《美国核医学杂志》 （JNM）上。  2016 年的一项汇总分析显示，PERCIST与基于影像的RECIST标准会产生截然不同的结果，且其可能适用于评判肿瘤的治疗反应。 

## 具体内容
完全代谢缓解 (CMR)
- 可测量目标病灶内的18F-FDG摄取完全消失，使其低于平均肝脏摄取值并与周围背景血池的摄取值相近。
- 所有其他病灶均消失，摄取值达到周围背景血池水平。
- 未发现新的可疑18F-FDG阳性病灶。
- 如果RECIST出现进展，必须通过随访进行验证。

部分代谢缓解 (PMR)
- 目标可测量病灶18F-FDG 瘦体标准摄取峰值（SULpeak）至少降低30%，SUL绝对下降至少0.8 SUL单位。
- 所有其他病变的 SUL 或大小均未增加 30% 以上
- 无新病变

代谢稳定（SMD）
- 非 CMR、PMR 或进代谢进展(PMD)
- 无新病变

代谢进展（PMD）
- 18F-FDG SULpeak升高 >30%，肿瘤 SULpeak与基线扫描相比升高 >0.8 SUL 单位，且代谢升高符合肿瘤的典型特点，而不是感染/治疗的效果。
- 或18F-FDG 肿瘤摄取范围明显增加。
- 或出现新的18F-FDG 病灶，且这些病灶符合肿瘤的典型特点，而不是感染/治疗的效果。